# San Jose Sharks
O San Jose Sharks é um time de hóquei no gelo que disputa a NHL. Sediado em San Jose, Califórnia, foi fundado em 1991.

## História
Desde que os irmãos Gund compraram o time California Golden Seals e o moveram para Cleveland (para em seguida fundí-los com o Minnesota North Stars), tinham interesse em voltar com a NHL para a Área da baía de São Francisco. Após a liga negar um pedido para relocar os North Stars para a Califórnia, e ser pressionada pelo ex-dono do Hartford Whalers Howard Baldwin a criar um time em San José, onde uma arena era planejada, a NHL concordou em criar uma vaga para San José em 1991–92 se os Gunds vendessem sua parcela dos Stars para o grupo de Baldwin. Após a negociação, os Gunds fizeram um concurso para nomear a equipe. Entre 5 mil nomes submetidos por carta, o mais votado era Blades (lâminas), mas a conotação violenta levou os Gunds a ficarem com o segundo lugar, Sharks (a baía de São Francisco tem alta porcentagem de ataques de tubarão). 
O time jogou as primeiras duas temporadas no Cow Palace em Daly City (próximo de São Francisco), sendo a pior equipe da liga (as 71 derrotas em 1992-93 são um recorde da NHL). Em 1994, finalmente foram para San Jose com a inauguração da San Jose Arena. O time se classificou para os playoffs pela primeira vez, e desclassificou o melhor time do Oeste, o Detroit Red Wings, antes de perder para os Toronto Maple Leafs. O time desde então permanece um dos mais bem-sucedidos da liga, não se classificando apenas três vezes, vencendo a Divisão Pacífico 6 vezes e chegando às finais da Conferência Oeste 4 vezes. Em 2016, na sua vigésima quinta temporada, o Sharks se classificou pela primeira vez para a final da Copa Stanley, batendo Los Angeles Kings, Nashville Predators e St. Louis Blues para ganhar a Conferência Oeste. Nas finais, perderam para o Pittsburgh Penguins em 6 jogos, com a partida decisiva em San Jose.

## Capitães do time
- Doug Wilson, 1991–93
- Bob Errey, 1993–95
- Jeff Odgers, 1995–96
- Todd Gill, 1996–98
- Owen Nolan, 1998–2003

- Rotação de capitães em 2003–04
  - Mike Ricci
  - Vincent Damphousse
  - Alyn McCauley
- Patrick Marleau, 2004–09
- Rob Blake, 2009–10
- Joe Thornton, 2010-14
- Joe Pavelski, 2015-2024
- Logan Couture 2024-presente

## Jogadores no Hall da Fama
- Igor Larionov, C, 1993–95, introduzido em 2008[1][2]

## Draft picks de primeiro round
- 1991: Pat Falloon (2º geral)
- 1992: Mike Rathje (3º geral) & Andrei Nazarov (10º geral)
- 1993: Viktor Kozlov (63º geral)
- 1994: Jeff Friesen (11º geral)
- 1995: Teemu Riihijarvi (12º geral)
- 1996: Andrei Zyuzin (2º geral) & Marco Sturm (21º geral)
- 1997: Patrick Marleau (2nd overall) & Scott Hannan (23º geral)
- 1998: Brad Stuart (3º geral)
- 1999: Jeff Jillson (14º geral)
- 2000: Nenhum
- 2001: Marcel Goc (20º geral)
- 2002: Mike Morris (27º geral)
- 2003: Milan Michalek (6º geral) & Steve Bernier (16º geral)
- 2004: Lukas Kaspar (22º geral)
- 2005: Devin Setoguchi (8º geral)
- 2006: Ty Wishart (16º geral)
- 2007: Logan Couture (9º geral) & Nick Petrecki (28º geral)
- 2008: Nenhum
- 2009: Nenhum
- 2010: Charlie Coyle (28º geral)
- 2011: Nenhum
- 2012: Tomas Hertl (17º geral)
- 2013: Mirco Mueller (18º geral)
- 2014: Nikolay Goldobin (27º geral)
- 2015: Timo Meier (9º geral)

## Líderes de pontos da franquia
Estes são os 10 melhores marcadores de pontos da história da franquia. Os números são atualizados após cada temporada regular.
Nota: Pos = Posição; PJ = Partidas Jogadas; G = Gols; A = Assistências; Pts = Pontos; P/G = Pontos por jogo
| Jogador            | Pos | PJ   | G   | A   | Pts  | P/G  |
| Patrick Marleau*   | C   | 1411 | 481 | 555 | 1036 | .73  |
| Joe Thornton*      | C   | 835  | 208 | 679 | 887  | 1.06 |
| Joe Pavelski*      | C   | 963  | 355 | 406 | 761  | .78  |
| Logan Couture*     | RW  | 933  | 323 | 378 | 701  | .75  |
| Owen Nolan         | RW  | 568  | 206 | 245 | 451  | .79  |
| Jeff Friesen       | LW  | 516  | 149 | 201 | 350  | .68  |
| Jonathan Cheechoo  | RW  | 440  | 165 | 126 | 291  | .66  |
| Vincent Damphousse | C   | 385  | 92  | 197 | 289  | .75  |
| Marco Sturm        | C   | 553  | 128 | 145 | 273  | .49  |
| Ryane Clowe        | LW  | 423  | 101 | 170 | 271  | .64  |

*Jogador ainda no San Jose Sharks

## Notáveis torcedores
- Frank Shamrock, James Hetfield, Lars Ulrich, Bayley, Caín Velásquez, Kristi Yamaguchi, Lars Frederiksen, E-40, Steve Wozniak, Blake Anderson, Nyjer Morgan, Mike Patton, Mike Bordin, Chidobe Awuzie, Dave Meltzer, Karen Chen.

## Links
- Site oficial